# Naqdū
Naqdū (persiska: نقدو) är en ort i Iran.   Den ligger i provinsen Nordkhorasan, i den nordöstra delen av landet, 600 km öster om huvudstaden Teheran. Naqdū ligger 1 650 meter över havet och antalet invånare är 184.
Terrängen runt Naqdū är kuperad åt sydväst, men åt nordost är den bergig. Naqdū ligger nere i en dal. Runt Naqdū är det ganska glesbefolkat, med 38 invånare per kvadratkilometer. Närmaste större samhälle är Nāmānlū, 5,5 km norr om Naqdū. Trakten runt Naqdū består i huvudsak av gräsmarker.